# Catarina Macário

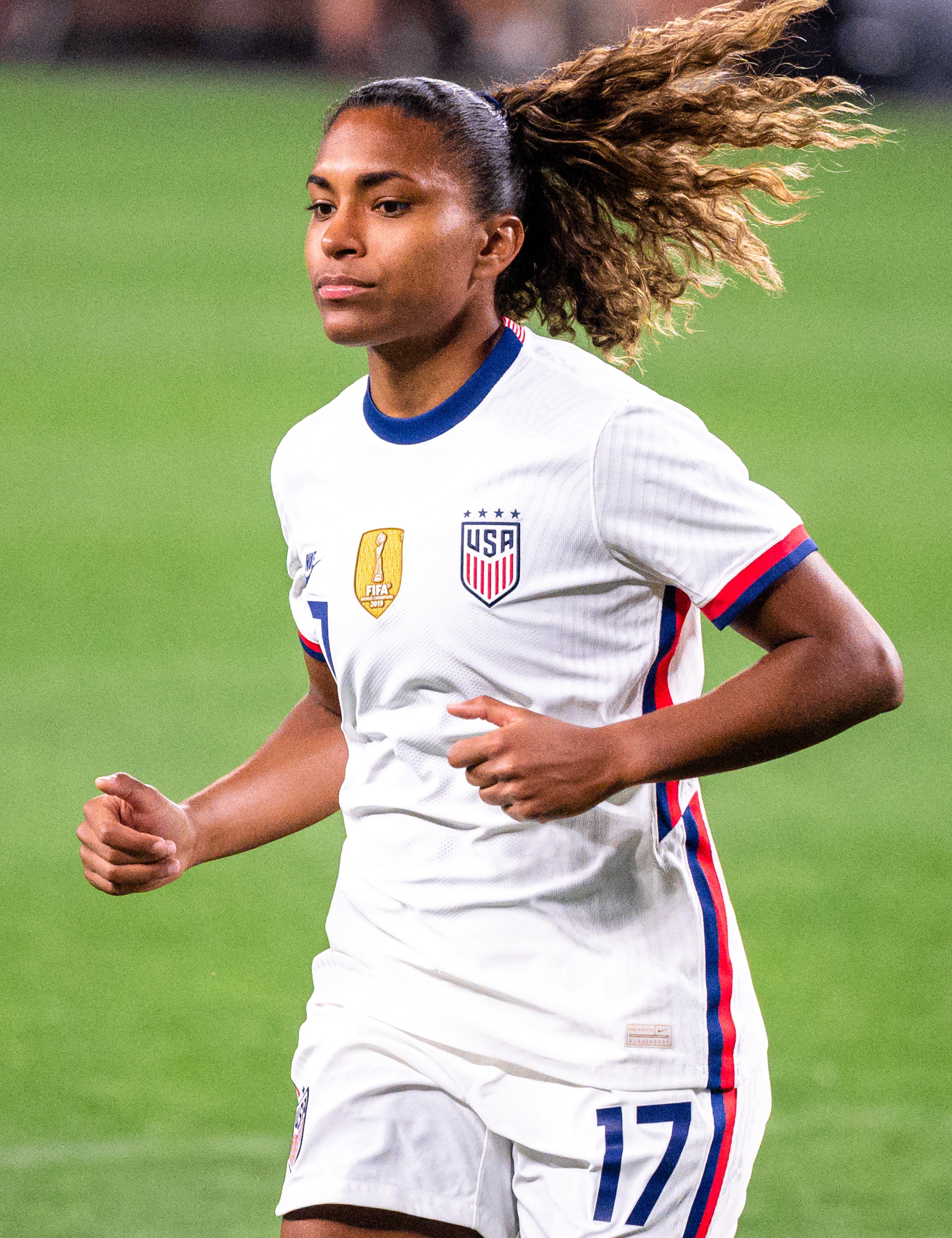
Catarina Macário im Nationaldress der USA (2021)

Catarina Cantanhede Melônio Macário (* 4. Oktober 1999 in São Luís, Brasilien) ist eine brasilianisch-US-amerikanische Fußballspielerin. Im Verein spielt sie beim FC Chelsea; seit sie im Herbst 2020 die US-Staatsbürgerschaft angenommen hat, ist sie zudem Mitglied der amerikanischen Frauennationalelf.

## Vereinskarriere
Die im Landes-Nordosten, später in der Hauptstadt Brasilia aufgewachsene Catarina Macário wanderte mit ihrem Vater und ihrem Bruder 2012 in die Vereinigten Staaten aus, während die Mutter, eine Ärztin, aus beruflichen Gründen in Brasilien blieb. Das kalifornische San Diego wurde zum neuen Lebensmittelpunkt der Macários, wo die Zwölfjährige sich dem Fußballverein San Diego Surf anschloss. Ihr persönliches Motiv für den Umzug in ein Land, dessen Sprache sie nicht einmal rudimentär beherrschte, war die Feststellung, dass „Frauenfußball in ihrem Heimatland nicht wirklich akzeptiert“ werde.
Ab 2014 trat sie zudem für die Mannschaft der Torrey Pines High School an. Bereits in diesen jungen Jahren machte sie durch ihr enorme Trefferquote auf sich aufmerksam, auch wenn eine Kreuzbandverletzung ihre Karriere zu Jahresende 2014 kurzzeitig unterbrach.
Ab 2017 studierte sie an der Stanford University und spielte für deren Fußballteam Stanford Cardinal in der universitären Liga Pacific-12 Conference (Pac-12). Mit dieser Mannschaft gewann sie dreimal in Folge die Ligameisterschaft und erhielt eine Vielzahl persönlicher Auszeichnungen; darunter waren in den Jahren 2018 und 2019 jeweils sowohl die Hermann Trophy als auch der National Player of the Year Award von TopDrawerSoccer.com, zudem 2020 der NCAA-Honda Award, allesamt Auszeichnungen für die beste amerikanische College-Spielerin. Außerdem kam sie 2018 zum ersten Mal für die Juniorinnen der USA zum Einsatz (siehe den Abschnitt weiter unten).
Obwohl sie beste Aussichten besaß, beim Draft 2021 von einem der stärksten amerikanischen Profiteams verpflichtet zu werden, wagte Catarina Macário während der ersten Januar-Tage den Schritt, ihr Studium kurz vor dem Abschluss abzubrechen und nach Europa zum französischen Erstdivisionär Olympique Lyon zu wechseln. Dort etablierte sie sich bereits in der Rückrunde der Saison 2020/21, die Lyon als Vizemeister beendete, als Stammspielerin; ihr Ligadebüt gab sie Anfang Februar bei einem Sieg gegen den HSC Montpellier. Schon in jungen Jahren äußerst torgefährlich, stößt die Stürmerin bevorzugt aus dem Mittelfeld in die Nähe des gegnerischen Strafraums vor. Sie ist auch häufig die entscheidende Passgeberin für ihre Lyoner Frauschaftskolleginnen wie Ada Hegerberg, Melvine Malard und Eugénie Le Sommer. In der folgenden Spielzeit gewann sie dort nicht nur den nationalen Meistertitel, sondern auch den europäischen Pokalwettbewerb, die Champions League. Außerdem belegte sie in der Torjägerinnenliste der Division 1 den zweiten Platz hinter der französischen National-Mittelstürmerin Marie-Antoinette Katoto.
In den ersten anderthalb Jahren bei Frankreichs „Vorzeigeklub“ kam sie in 46 Pflichtspielen zum Einsatz – davon 39-mal in der Startformation – und schoss darin 30 Treffer. Im Juni 2022 zog sich Macário einen Kreuzbandriss zu, der sie in der anschließenden Saison (2022/23) daran hinderte, auch nur eine Spielminute zu absolvieren. Nach Auslaufen ihres Vertrags bei OL unterschrieb sie für drei Jahre beim FC Chelsea.

### Stationen
- 2012–2017 San Diego Surf
- 2014–2017 Torrey Pines Falcons
- 2017–2020 Stanford Cardinal
- Januar 2021–2023 Olympique Lyon
- ab 2023 FC Chelsea

## Nationalspielerin
2018 bestritt Catarina Macário ihre erste von bisher fünf Partien für das amerikanische Nachwuchs-Auswahlteam U-23, in denen sie ebenso viele Tore erzielt hat. Mitte Januar 2021 erteilte die FIFA dem US-Verband dann die Erlaubnis, die naturalisierte Macário in der A-Nationalelf einzusetzen; nur knapp eine Woche danach verhalf Trainer Vlatko Andonovski dem „Generationentalent“ gegen Kolumbien zum Debüt. Er hatte sie bereits 2020 mit den Worten charakterisiert, sie sei „technisch unglaublich beschlagen, kann auf ganz unterschiedliche Weise Tore schießen und es macht einfach Spaß, ihr dabei zuzusehen. Sie weist persönliche Ausstrahlung auf, ist sehr kreativ und besitzt die Gabe, Treffer vorzubereiten und zu erzielen.“
Sie nahm am SheBelieves Cup 2021 teil, ebenso an den Olympischen Spielen 2021 in Tokio, wo sie zur Bronzemedaillengewinnerin wurde, wenngleich sie dort lediglich zu einem Kurzeinsatz im Vorrundenmatch gegen Neuseeland kam. Beim SheBelieves Cup 2022 schoss sie zwei Tore.
Mittlerweile hat Catarina Macário, die die erste eingebürgerte Nationalspielerin in der Geschichte der US-Frauen ist, 17 A-Länderspiele zu Buche stehen, in denen sie acht Treffer erzielte. (Stand: 30. Mai 2022)
Im Mai 2023 stand fest, dass sie aufgrund ihres Kreuzbandrisses nicht mehr rechtzeitig fit für die Frauen WM 2023 werde.
Am 26. Juni 2024 wurde sie für die Olympischen Spiele in Paris nominiert. Am 12. Juli wurde sie aber nach einer Knieverletzung durch Lynn Williams ersetzt.

## Palmarès
- Meisterin der Pac-12: 2017, 2018, 2019
- Französische Meisterin: 2022
- Europapokalsiegerin: 2022
- Bronzemedaille bei den Olympischen Sommerspielen: 2021